# Enicospilus maai
Enicospilus maai är en stekelart som beskrevs av Chiu 1954. Enicospilus maai ingår i släktet Enicospilus och familjen brokparasitsteklar. Inga underarter finns listade i Catalogue of Life.